# Società Polisportiva Ars et Labor 1938-1939
Questa voce raccoglie le informazioni riguardanti la Società Polisportiva Ars et Labor nelle competizioni ufficiali della stagione 1938-1939.

## Stagione
Dopo due anni la SPAL si ritrova di nuovo in Serie B. Consiglio direttivo e allenatore rimangono invariati rispetto alla stagione precedente, anche la squadra rimane a grandi linee la stessa. Alla fruttifera cessione di Fibbi all'Alessandria, fa riscontro il ritorno di Villotti dal Messina e l'ingaggio di Lomi dalla Fiorentina.
I biancazzurri di Riparbelli non partono male pur rimanendo nella parte bassa della classifica, poi però un disastroso finale di campionato senza vittorie nelle ultime nove giornate li condanna al ritorno in Serie C. Con 26 punti gli estensi retrocedono in compagnia di Spezia, Salernitana e Casale.

## Rosa
| N. |                   | Ruolo | Calciatore           |
| -- | ----------------- | ----- | -------------------- |
|    | Italia (bandiera) | C     | Innocente Amadori    |
|    | Italia (bandiera) | A     | Raffaele Anguilla    |
|    | Italia (bandiera) | C     | Filippo Belardini    |
|    | Italia (bandiera) | D     | Francesco Bergonzoni |
|    | Italia (bandiera) | D     | Arturo Boniforti     |
|    | Italia (bandiera) | P     | Fernando Bonamartini |
|    | Italia (bandiera) | P     | Antonio Cazzanelli   |
|    | Italia (bandiera) | D     | Ermelindo D'Agostini |
|    | Italia (bandiera) | D     | Alcide Dalla Fina    |
|    | Italia (bandiera) | A     | Allegro Facchini     |
|    | Italia (bandiera) | C     | Pietro Ghermandi     |

| N. |                   | Ruolo | Calciatore           |
| -- | ----------------- | ----- | -------------------- |
|    | Italia (bandiera) | C     | Fernando Lomi        |
|    | Italia (bandiera) | D     | Nino Negrini         |
|    | Italia (bandiera) | A     | Bruno Palma          |
|    | Italia (bandiera) | D     | Vittorio Pasti       |
|    | Italia (bandiera) | A     | Ermanno Poggipollini |
|    | Italia (bandiera) | P     | Vittorio Poletti     |
|    | Italia (bandiera) | C     | Giulio Rossi         |
|    | Italia (bandiera) | A     | Pietro Svageli       |
|    | Italia (bandiera) | A     | Aroldo Tassinari     |
|    | Italia (bandiera) | A     | Nino Villotti        |
|    | Italia (bandiera) | C     | Edmondo Vitali       |

## Risultati

### Serie B

#### Girone di andata
| Arbitro: | Scotto (Savona) |

|                       |           |              |
| Pavan 21’ Menti I 83’ | Marcatori | 35’ Villotti |

| Arbitro: | Dellarole (Roma) |

|                                                   |           |                                  |
| Finelli 20’ Simontacchi 72’ Coverlizza 76’ (rig.) | Marcatori | 33’ (rig.) Boniforti 53’ Svageli |

| Arbitro: | Fois (Roma) |

|                                             |           |                          |
| Poggipollini 65’ Villotti 67’ Boniforti 80’ | Marcatori | 39’ Solbiati 66’ Renoldi |

| Arbitro: | Ceccherini (Como) |

|                             |           |            |
| Isada 35’ (rig.) Rovida 74’ | Marcatori | 57’ Vitali |

| Arbitro: | Rosso (Torino) |

|                                                   |           |                                       |
| Svageli 37’ Poggipollini 64’ Boniforti 75’ (rig.) | Marcatori | 13’, 60’ Icardi 89’ (aut.) Bergonzoni |

| Arbitro: | Pirovano (Monza) |

|                        |           |             |
| Celoria 13’ Vecchi 31’ | Marcatori | 39’ Svageli |

| Arbitro: | Forni (Trento) |

|                                   |           |                        |
| Poggipollini 7’, 54’ Villotti 74’ | Marcatori | 23’ Ussello 25’ Sudati |

| Arbitro: | Barlassina (Novara) |

|                                                                 |           |                      |
| Lomi 47’ (aut.) Faccenda 49’ (rig.) Ponzinibio 55’ Nicolini 62’ | Marcatori | 52’ (rig.) Boniforti |

| Arbitro: | Gamba (Napoli) |

|                          |           |           |
| Villotti 41’ Svageli 66’ | Marcatori | 70’ Crola |

| Arbitro: | Salvagno (Trieste) |

|              |           |               |
| Villotti 24’ | Marcatori | 1’, 83’ Torti |

| Arbitro: | Bertolio (Torino) |

|             |           |  |
| Alberti 21’ | Marcatori |  |

| Arbitro: | Magrini (Perugia) |

|             |           |  |
| Svageli 73’ | Marcatori |  |

| Arbitro: | Moretti (Genova) |

|                                       |           |              |
| Svageli 9’ Belardini 32’ Anguilla 48’ | Marcatori | 28’ Tabacchi |

| Arbitro: | Rizzo (Messina) |

|                                |           |  |
| Zuliani 13’ Diotalevi 43’, 87’ | Marcatori |  |

| Arbitro: | Neri (Vicenza) |

|              |           |  |
| Villotti 50’ | Marcatori |  |

| Bergamo 22 gennaio 1939 16ª giornata | Atalanta       | 0 – 0 | Ferrara | Stadio Mario Brumana\| Arbitro: \| Rosso (Torino) \| |
| Arbitro:                             | Rosso (Torino) |       |         |                                                      |

| Arbitro: | Limido (Milano) |

|                              |           |              |
| Alberico 10’ Quario 40’, 82’ | Marcatori | 25’ Villotti |

#### Girone di ritorno
| Arbitro: | Bertolio (Torino) |

|                 |           |  |
| Poggipollini 6’ | Marcatori |  |

| Arbitro: | Carminati (Milano) |

|                               |           |  |
| Villotti 41’ Poggipollini 77’ | Marcatori |  |

| Arbitro: | Gamba (Napoli) |

|           |           |               |
| Dapas 55’ | Marcatori | 22’ Boniforti |

| Arbitro: | Stecig (Fiume) |

|                                                  |           |            |
| Villotti 12’ Poggipollini 42’, 82’ Belardini 62’ | Marcatori | 77’ Rovida |

| Arbitro: | Ciamberlini (Genova) |

|                           |           |  |
| Di Prisco 13’ Andreis 44’ | Marcatori |  |

| Arbitro: | Moretti (Genova) |

|                  |           |                     |
| Poggipollini 33’ | Marcatori | 25’ (rig.) Menti II |

| Arbitro: | Gamba (Napoli) |

|                         |           |  |
| Coccia 47’ Porcelli 63’ | Marcatori |  |

| Arbitro: | Fois (Roma) |

|                            |           |             |
| Belardini 36’ Villotti 49’ | Marcatori | 85’ Ciferri |

| Arbitro: | Coletti (Treviso) |

|           |           |  |
| Crola 39’ | Marcatori |  |

| Arbitro: | Camiolo (Milano) |

|                          |           |               |
| Zuccotti 4’ Cristina 14’ | Marcatori | 13’ Belardini |

| Ferrara 23 aprile 1939 28ª giornata | Ferrara        | 0 – 0 | Venezia | Campo Littorio\| Arbitro: \| Leoni (Milano) \| |
| Arbitro:                            | Leoni (Milano) |       |         |                                                |

| Arbitro: | Rosso (Torino) |

|                          |           |  |
| Celant 7’ De Rosalia 34’ | Marcatori |  |

| Arbitro: | Soliani (Genova) |

|            |           |  |
| Valese 15’ | Marcatori |  |

| Arbitro: | Pirovano (Monza) |

|             |           |                                     |
| Svageli 87’ | Marcatori | 2’, 55’ Diotalevi 15’, 80’ Rossetti |

| Arbitro: | Pizziolo (Firenze) |

|                                        |           |  |
| Petermann 9’ (rig.) Pietruzzi 15’, 23’ | Marcatori |  |

| Ferrara 28 maggio 1939 33ª giornata | Ferrara        | 0 – 0 | Atalanta | Campo Littorio\| Arbitro: \| Neri (Vicenza) \| |
| Arbitro:                            | Neri (Vicenza) |       |          |                                                |

| Arbitro: | Colonna (Bari) |

|  |           |                      |
|  | Marcatori | 55’, 75’, 82’ Quario |